# Reymersholms IK
Reymersholms Idrottsklubb  ist ein schwedischer Sportverein aus dem Stockholmer Stadtbezirk Södermalm. In den 1930er und 1940er Jahren war der am 1. September 1899 gegründete Klub im Bandy, im Eishockey und im Fußball in der jeweils höchsten schwedischen Spielklasse vertreten.

## Eishockey
Die Eishockeyabteilung des Reymersholms IK nahm in den 1930er und 1940er Jahren regelmäßig an der damals noch in Pokalform ausgetragenen schwedischen Meisterschaft sowie der damals höchsten Spielklasse, der Svenska serien i ishockey, teil. 

## Fußball
Bei der Gründung der Fotbollsallsvenskan wurde die Qualifikation für die erste Liga verpasst und so trat Reymersholms IK in der seinerzeit inoffiziellen zweiten Liga an. Als 1928 die zweite Liga offiziell eingeführt wurde, belegte die Mannschaft in der Spielzeit 1927/28 in der Staffel Östsvenska nur den sechsten Platz und verpasste somit die Qualifikation für die Liga und musste drittklassig antreten. Hier konnte man sich zwar vorne etablieren, 1930 wurde die Mannschaft Vizemeister hinter dem Stockholmer Lokalrivalen Djurgårdens IF, aber erst 1932 gelang der Aufstieg in die Zweitklassigkeit. Nach zwei Spielzeiten stieg Reymersholms IK jedoch wieder ab und spielte bis 1936 wieder nur in der Division 3. 
Reymersholms IK konnte sich in der zweiten Liga etablieren. Gelangen zunächst nur Plätze im hinteren Mittelfeld der Staffel Norra, konnte 1940 erstmals der Staffelsieg gefeiert werden. In den Aufstiegsspielen scheiterte die Mannschaft jedoch nach 3:4- und 2:3-Niederlagen an IFK Norrköping. Im folgenden Jahr wurde der Titelgewinn wiederholt und der Gegner um den Aufstieg in die Allsvenskan hieß IFK Eskilstuna. Nach dem notwendigen dritten Entscheidungsspiel stand der Stockholmer Klub als Aufsteiger fest.
Die Ausbeute von Reymersholms IK in der ersten Liga waren vier Siege und vier Unentschieden. Die daraus resultierenden zwölf Punkte waren jedoch zu wenig, um die Klasse zu halten. Hinter Mitabsteiger Landskrona BoIS belegte die Mannschaft mit drei Punkten Rückstand auf den zehnten Tabellenplatz nur den letzten Rang und beendete den Erstligatrip nach nur einer Spielzeit.
Der Absteiger etablierte sich wieder im vorderen Feld der zweiten Liga. 1947 überstand die Mannschaft knapp die Reform der zweiten Liga, die von vier auf zwei Staffeln reduziert wurde. In der Folgezeit gelangen nur noch Plätze im Mittelteil der Tabelle und 1950 musste die Saison als Tabellenletzter beendet werden. Nachdem Reymersholms IK auch die folgende Spielzeit erfolglos gestaltete, stand der direkte Durchmarsch in die Viertklassigkeit fest. Zu Anfang der 1950er Jahre entwickelte sich der Klub zur Fahrstuhlmannschaft zwischen drittem und viertem Spielniveau, selten blieb man länger als eine Spielzeit auf einem Level. Nachdem 1957 der Wiederaufstieg verpasst worden war, folgte ein Jahr später der Absturz in die Fünftklassigkeit.
1960 gelang die Rückkehr in die vierte Liga, der der direkte Durchmarsch in Liga drei folgte. Nach zwei Spielzeiten musste Reymersholms IK allerdings erneut absteigen. Nach zwei Vizemeisterschaften erspielte sich die Mannschaft 1966 abermals den Aufstieg in die dritte Liga, konnte sich aber dort nicht halten. Als Absteiger konnte sich der Klub dort erneut im vorderen Teil der Tabelle festsetzen, musste aber bis 1975 warten, ehe der Wiederaufstieg als Staffelsieger perfekt gemacht werden konnte. Dieses Mal konnte sich die Mannschaft in der dritten Liga etablieren und 1981 gelang hinter Järla IF die Vizemeisterschaft in der Staffel Östra Svealand. Im folgenden Jahr konnte man jedoch nicht an den Erfolg anknüpfen und fand sich im Abstiegskampf wieder. 1983 wurde nur noch ein Abstiegsplatz belegt. 1986 fiel der Klub einer Ligareform zum Opfer und wurde der fünften Liga zugeordnet. 
Als Staffelsieger der fünftklassigen Stockholm Mellersta konnte Reymersholms IK 2004 in die vierte Liga zurückkehren. Dort gelang nur ein Mittelfeldplatz und daher wurde die Mannschaft erneut Opfer einer Ligareform und kam in die nun fünftklassige Division 3. Hier verpasste sie den Klassenerhalt und wurde in die sechste Liga durchgereicht. Als Tabellendritter wurde hier 2007 mit einem Punkt Rückstand ein Relegationsplatz verpasst.

### Trainer
- József Nagy (1942–1943)